# Козіньце
Козіньце (пол. Kozińce) — село в Польщі, у гміні Добжинево-Дуже Білостоцького повіту Підляського воєводства.
Населення — 283 особи (2011).
У 1975-1998 роках село належало до Білостоцького воєводства.

## Демографія
Демографічна структура станом на 31 березня 2011 року:
|          | Загалом | Допрацездатний вік | Працездатний вік | Постпрацездатний вік |
| -------- | ------- | ------------------ | ---------------- | -------------------- |
| Чоловіки | 148     | 39                 | 92               | 17                   |
| Жінки    | 135     | 26                 | 74               | 35                   |
| Разом    | 283     | 65                 | 166              | 52                   |